# Список планет із всесвіту «Фундації»
У даному списку перелічені всі планети із всесвіту Фундації (Основи) Айзека Азімова. Також у даний список включено планети із цього всесвіту, які згадуються у письменника в циклах творів про роботів та Галактичну імперію.

## 61 Лебедя
Зоряна система 61 Лебедя, в секторі Сіріуса, яка була висунута Лордом Дорвіном як кандидат у планету, з якої може походити людська цивілізація.

## Аврора (Aurora)
Перша і найсильніша планета, заселена спейсерами, спочатку називалась «Нова Земля»; розташовувалася на відстані 3,7 парсек (12 світлових років) від Землі в системі Тау Кита.
Аврора під час піку свого розвитку мала населення 200 млн людей і 10 млрд роботів. Найбільшим містом планети було Еос, як адміністративний і роботський центр Аврори, де жили Хен Фастольф та Гледія Дельмар (Солярія). Університет Еосу Авроріанський Інститут робототехніки розташовувались в межах міста. Про Аврору на піку свого розвитку розповідається в романі «Роботи світанку» (Гра слів - Аврора - богиня світанку). Була відома серед світів спейсерів своїм освіжаючим виноградним соком. На Аврорі панувала сексуальна свобода - будь хто міг просто запропонувати іншому, хто йому сподобався (і не перебуває у шлюбі) зайнятись сексом, це не вважалось непристойним, просто відповідали так/ні/подумаю.
Після її занепаду принаймні деякі з жителів емігрували на Трентор, про що розповідається в романі «Прелюдія до Фундації», оселившись в секторі Мікоген. В романі «Фундація та Земля» експедиція, яка шукала Землю, відвідує Аврору, разом з деякими іншими планетами спейсерів. Планета на той час незаселена, а екологічну нішу хижаків займають здичавілі собаки.

## Альфа (Alpha)
Планета Альфа розташована на орбіті більшої з двох зірок в системі Альфа Центавра.
У циклі творів «Фундація» Азімова, Альфа Центавра вказана лордом Дорвіном, як одна із систем, де могло виникнути людство. У пізнішій книзі «Фундація та Земля» - планета Альфі, Голан Тревайз знаходить її, коли намагається знайти Землю.
Планета повністю покрита океаном, за винятком одного острова з площею 15000 квадратних кілометрів. (Для порівняння, Сицилія трохи більше 25 000 квадратних кілометрів). Жителі називають свою планету «Нова Земля» і живуть простим способом життя. У той час як жителі, здається, є теплими і гостинними, що співіснують мирно рівноправного суспільства, це може бути шоу, покликане заразити вірусом інопланетних гостей. Відомо тільки деякі факти про культуру Нової Землі, наприклад, чоловіки і жінки ходять майже голі, якщо дозволяє погода, і беруть участь у тривалих морських плаваннях для рибальства.
Планета Альфа, можливо, була тераформована зусиллями старої Галактичної Імперії, позаяк єдиною частиною суші є невеликий острів. Альфа залишилася одна протягом тисячоліть, маючи тільки високорозвинене управління погодою і біотехнології.

## Анакреон (Anacreon)
Анакреон (також відомий як Анакреон A II) є планетою поряд з зовнішнім кінцем периферії і в рамках Галактичної Імперії був столицею субпрефектури Анакреонт, префектури Анакреон, провінції Анакреон, а пізніше Королівства Анакреонт. Назва планети походить від імені відомого грецького поета Анакреонта.

## Арктур
Арктур є однією з основних планет. Можливо, планета була названа від зірки Арктур в сузір'ї Волопаса.

## Асконь
Асконь — одна з планет галактичної Периферії, поблизу Гліпталя IV. Події в оповіданні «Торгівці», роману «Фундація» відбуваються на цій планеті.

## Асперта
Згадується Мером Індбуром в романі «Фундація та Імперія», як планета, до якої Фундація застосувала деякі «гострі торгові практики».

## Баронн (Baronn)
Планета, яка згадується в романі «Камінець у небі», як планета народження Бела Авардана.

## Бонда
Згадується Мером Індбуром в романі «Фундація та Імперія», як одна з планет Фундації.

## Ванда
Тимчасовий штаб військово-морського флоту Бела Ріоса, генерала Галактичної Імперії, під час війни між Імперією і Фундацією («Фундація та Імперія»). Дуцем Барр та Латан Деверс перебували у в'язниці на Ванді під час цієї війни, і корабель Деверса був конфіскований там.

## Вега
Дана планета була столицею провінції Вега Галактичної Імперії, одної з найбагатших провінцій у всій Галактиці. До повстання Анакреону, вона не торгувала з Термінусом, столицею Фундації. Одним з відомих товарів експорту був тютюн особливо високої якості. Назва планети походить від зірки Вега, або Альфа Ліри.

## Венкорі
Планета народження Ласа Зенова (12008 — ?????), головного бібліотекаря Бібліотеки Трантору. Зенов повернувся на Венкорі, коли він пішов у відставку. (Згадується в романі «На шляху до Фундації»).

## Вінсеторі
Згадується в романі «Друга Фундація», як планета, яка лежала на торгівельному шляху між Тазендою та Калганом.

## Ворег
Планета провінції Анакреон. Розташовувалася поблизу столиці провінції.

## Гамма Андромеда
Згадується в романі «Фундація», як планета, де відбулась аварія на атомній електростанції, що вбило кілька мільйонів жителів та спустошило понад половину поверхні планети. Дана аварія спричинила зменшення використання ядерної енергії по всій Імперії.

## Гелікон (Helikon)
Планета народження Гарі Селдона, винахідника психоісторії.

## Геторин
Планета поблизу Трентору. Згадується в романі «На шляху до Фундації» як туристична планета.

## Гесперос
Планета спейсерів у романі «Роботи та Імперія». Вона названа на честь грецького бога Геспера, пов'язаного з Венерою.

## Гея (Gaia)
Планета Гея знаходиться в секторі Сейшл, на відстані близько десяти парсеків (32 світлових років) від планети Сейшл — столиці сектора. Планета займає велике місце в романах «Межа Фундації» та «Фундація та Земля», як планета, де розвинувся колективний розум.

## Гліпталь IV
Планета в системі Гліпталя Галактичної Периферії. Фундація намагалася привести його до своєї релігійної сфери впливу приблизно двадцять років до війни з Кореллом.

## Деровд
Планета згадується Дорс Венабілі в романі «Прелюдія до Фундації». На планеті панувала безладна статева активність до вступу людини в шлюб. Після вступу в шлюб, поняття моногамії була абсолютним і непорушним. Дана практика на планеті припинилася близько 11700 року Галактичної ери.

## Дженнісек
Традиційний ворог Гелікону, про що розповідається в романі «Прелюдія до Фундації».

## Евтерпа
Одна із планет спейсерів. Планета була популярним місцем відпочинку туристів, через її великі тропічні ліси. Евтерпа мала один супутник, Гемстоун («Коштовний камінь»), з радіусом 120 км. Планета названа на честь Евтерпи, грецької музи музики.

## Еос
Еос — це безплідна та дуже холодна планета, далека від людської цивілізації, де утримувались та ремонтувались роботи. Деякі з них, як Р. Деніел Оліво іноді відвідували планету для перезарядки. Дорс Венабілі була сконструйована там. Планета названа на честь Еоса — старої столиці Аврори.

## Еритро
Еритро є супутником Мегаса, газового гіганту з роману «Немезида». Названа від грецького Еритро — червоний, та Мегас — великий.

## Земля
Земля у альтернативному майбутньому із циклу «Фундація».
Люди з Землі колонізували світи спейсерів, а потім і планети поселенців. Внаслідок навмисних дій правління Аврори Землю було заражено радіацією з метою спонукати до розселення людства. В романі «Камінець у небі» (827 рік Галактичної ери) Земля є одним із мільйонів світів з населенням у лише 20 мільйонів. Більшість не-землян скептично ставляться до теорії, що Земля є планетою, звідки пішло все людство, вважаючи, що воно одночасно еволюціонувало на багатьох планетах. Пізніше, планета Земля була повністю покинута, а її останні жителі були переселені на Альфу. 12566 року Галактичної ери (499 ери Фундації) Голан Трейваз знаходить Землю, яка на той час уже давно радіоактивна, і на ній ніхто не живе, крім робота Деніела Оліво.

## Змієносець
Варварський світ, що як вважалося, розвинувся ще до ери гіперпросторових подорожей. Назва імовірно походить від сузір'я Змієносця чи від розташування в цьому сузір'ї, як його видно з Землі.

## Зоранел
В романі «Друга Фундація», згадується, як безплідна планета, на яку повинні бути заслані члені другої Фундації, щоб померти.

## Ісс
Планета з роману «Фундація та Імперія», одна з планет Асоціації незалежних торгових світів, які були квазі-незалежними від Фундації. Разом з Хевеном і Мнемоном, планета представляла половину військової потужності трейдерів.

## Іфні
Планета Іфні була місцем битви під час війни Фундації з Калганом; за виключенням корабля Еблінга Міса, всі кораблі ескадри Фундації були знищені. Іфні могла бути названа на честь невеликої іспанської колонії в Північній Африці, що в даний час частина Марокко.

## Калган
Більшу частину своєї історії Калган був напів-тропічним курортом. Розташовувався приблизно на відстані 7000 парсек від Термінусу і близько 3000 парсек від Трантору. Незважаючи на падіння імперії, Калган продовжував процвітати під владою ряду князів.
Калган був однією з перших планет, завойованих Мулом. Після перемоги над Фундацією, Мул зробив його столицею своєї Імперії. Після смерті Мула Калганом правили «спадкоємці» Мула, які також називали себе Першими Громадянами, але не мали його ментальних здібностей. Один із його спадкоємців почав війну проти Фундації. Після перемоги Фундації 27 світів, що залишалися в союзі Калгану, мали вибір голосувати за повернення до союзу, незалежність чи приєднання до Федерації Фундації.

## Компореллон (Comporellon)
Планета Компореллон обертається навколо зірки, що відома сьогодні як Епсилон Ерідана. Це перша планета поселенців (не-спейсерів) у Галактиці, про що розповідається в романі «Роботи та Імперія». Спочатку планета називалася «Світ Бейлі» (Baleyworld), названа на честь сина Іллі Бейлі, Бентлі Бейлі, пізніше планета стала називатись просто Планета Бенбеллі, а після цього — Компореллон. Дана планета була дуже холодною, внаслідок достатньо великого ексцентриситету її орбіти, з пуританськими звичаями її жителів. Більшість міст, у тому числі й столиця, знаходяться під землею.

## Корелл
Столиця республіки Корелл, проти якої Термінус проводив політику економічної війни в романі «Фундація». Так само, як і Термінус, розташовувалася на галактичній Периферії.

## Королівства Туманності
Королівства Лінґана, Нефелос, Родія та Тірінія біля туманності туманності «Кінська Голова».

## Лібейр
Планета народження доктора Селім Джанза з роману «Космічні течії». Згадується як планета, де живуть найбільш темношкірі люди в галактиці. Планета, очевидно, бере свою назву з Ліберії, країни в Африці.

## Лівія
Коротко згадується в романі «Фундація та Земля». Це була рідна планета вченого Хумбала Яріффа, який намагався знайти місцезнаходження Землі.

## Ліонессе
Згадується Мером Індбуром в романі «Фундація та Імперія», як планета яка була в торгівельному союзі з Фундацією. Планета була завойована Мулом 300 року Ери Фундації. Назва походить від міфічного острова Lyonesse, біля узбережжя Корнуолла.

## Лістена
Планета на зовнішньому краю Галактики. Згадується в романі «На шляху до Фундації».

## Локрис
Локрис розташовувався на відстані 20 парсек (65 світлових років) від Термінусу і в 800 парсек (2600 світлових років) від Сантанні. З Локрису експортується вино, яке було відзначено за відмінну якість. Капітан Хан Прітчер був родом з Локрісу. Локрис був на короткий час захоплений Імперією під час походів Бела Ріоса. Планета названа названа на честь Локриди, області Стародавньої Греції.

## Мандрес
Згадується в романі «Межа Фундації». Планета була однією з внутрішніх провінцій старої Галактичної імперії, до якої Харла Бренно служила послом в її ранні роки.

## Мельпоменія
Дев'ятнадцята, за порядком заселення, планета спейсерів, згадується в романі «Фундація і Земля». На планеті розміщувалася велика пам'ятка під назвою «Зал світів», в якому міститься велика кімната з п'ятдесяти світів спейсерів, перерахованих з координатами на стіні з написом в таблиці, яка містить сім рядків і сім колонок (останній світ, Солярія, додається в нижній частині останньої колонки). Використовуючи дані з цих стовпців, перекладених Яновом Пкелоратом, Голан Тревайз зміг прокласти курс до Землі, вважаючи, що світи спейсерів були розподілені приблизно сферично навколо Землі. Сама планета була безлюдною внаслідок радикальної зміни клімату: була майже відсутня атмосфера і єдиною формою життя, яка змогла там вижити, був мох. Планета, імовірно, названа по імені Мельпомени, музи трагедії.

## Мнемон
Згадується в романі «Фундація та Імперія», як один з членів Асоціації незалежних торгових світів, квазі-незалежних від Фундації. Разом з Хевеном та Іссом, він представляв половину військового потенціалу трейдерів.

## Морес
Згадується мером індбуром в романі «Фундація та Імперія», планета уклала торговельний договір з Фундацією в 300 році Ери Фундації.

## Нексон
Один із світів спейсерів. Розташовувалася на відстані 2 парсеки (6,5 світлових років) від Солярії, звідки Солярія й була колонізована.

## Неотрантор
Неотрантор, або «Новий Трантор», став де-факто «столицею» Галактичної Імперії, після Великого пограбування Трантору. Планета спочатку називалася Делікасс, і став столицею «імперії», в якій імператор управляв тільки 20 планетами. Делікасс і супутні світи складалася з «Планетарного Зерносховища» для самого Трантору, який знаходиться всього на відстані трьох парсеків.
Останній зі згаданих імператорів Галактики, Дагоберт IX і його син, принц корони, помер на цій планеті. Він заявив, що династія тривала близько півстоліття. Неотрантор відігравав аналогічну роль для Галактичної Імперії, яку місто Равенна відіграло і для залишків Римської імперії.

## Нішайя
Нішайя згадується в романі «На шляху до Фундації». Планета не було частиною попереднього до імперії Транторіанського Королівство до створення самої Імперії. Наприкінці імперії було відзначено за його кози випасу і високоякісні сири. Ласкін Джоранум прикинувся, що він з Нішайї, під час його кампанії по скиданню Едо Демерзеля. Діалект жителів Нішайї дуже сильно відрізнявся від Стандартної Галактичної мови, а Джоранум розмовляв чисто, що дало змогу Гарі Селдону викрити його.

## Орша II
Система в Норманнському секторі Галактичної Імперії, згадується в романі «Фундація». Населеною є планета Орша II, друга планета системи. Столицею Норманнського сектора спочатку була Сайвенна (20 парсек, або 65 світлових років, відстань), але після першого Сайвеннського повстання столиця була перенесена до Орші II.

## Паллас
Світ спейсерів, в якому панував звичай фарбувати кожну волосину в окремий колір.

## Рампора
Планета, відома своїми устрицями.

## Рея
Один з п'ятдесяти світів спейсерів. Конкурувала з Авророю за першість поміж спейсерів. У грецькій міфології, Рея була дружиною Кроноса.

## Рігель
Планета з циклу творів про Галактичну Імперію. У першому тисячолітті Галактичної ери, його жителі розробили роботську культуру, що зробило жителів планети настільки залежним від них, що стали легкою здобиччю для Галактичної Імперії. Його ім'я, можливо, походить від зірки Рігель.

## Россем
За часів Галактичної Імперії планета використовувалася як політична в'язниця. Також на ній розміщувався невеликий гарнізон військового флоту Імперії і обсерваторія Другої Фундації. Після падіння імперії, вона була завойована Тазендою, яка вимагала від жителів планети сплати податків у вигляді продуктів харчування. Під час свого пошуку Другої фундації, солдат мула, Бейл Чанніс і Хан Прітчер, прийшли до Россему. Мул, тим часом, завоював Тазенду, припускаючи, що це була Друга Фундація. Він помилково припустив, і був переможений перший спікером Другої Фундації.
Россем була надзвичайно холодною, і, таким чином, майже безплідною планетою з малою чисельністю населення, яке розміщувалось виключно в екваторіальних районах.

## Сайвенна
Сайвенна була столицею Норманнського сектора Галактичної Імперії, і одною з її найбагатших планет.

## Салінн
Перша планета, щоб бути в курсі наступу Мула на Фундацію.

## Сантанні
Планета Сантанні розміщувалася на відстані близько 9000 парсек (29000 світлових років) від Трантору і 800 парсек (2600 світлових років) від Локриса.
У 12058 Галактичної Ери населення Сантанні намагалося повстати проти Галактичної Імперії. Річ Селдон, син Харі Селдона, був убитий в повстанні, захищаючи університет Сантанні.
Після заснування Фундації, Сантанні торгує з ним до тих пір, поки торговий шлях був відрізаний від бунту Анакреона. Планета була захоплена на ранніх стадіях війни з Калганом. Після смерті Мула, Santanni відіграє важливу роль у прориву блокади на Термінус стягуються наступником мула, Ханом Прітчером в 308 році Ери Фундації.

## Саріп
Це планета поблизу Анакреону.

## Сарк
В романі «Космічні течії», сквайри з планети Сарк правлять планерою Флоріна і займаються галактичною торгівлею киртом — особливим різновидом бавовни. Можливо, названа на честь острова в протоці Ла-Манші.

## Сейшел
За часів, коли відбувалися події в романі «Межа Фундації», Сейшел був столицею 86-и світів у Союзі Сейшл. Світ був цікавим через той факт, що він ніколи не був завойований Мулом або Галактичною Імперією, або Фундацією. Жителі Сейшела в той час дещо нагадують сучасний середній клас в Індії: в'язані візерунки, можливо, посилання на брахмі, яскраво барвистий одяг, пряне вегетаріанське харчування, медитація, як загальна діяльність. В межах Союзу Сейшел знаходилась планета Гея.

## Сиріус
Система Сіріус була столицею сектора Сиріус, і одна з планет, висунутих деякими археологами кінця Галактичної Імперії, як планети, звідки могло походити людство. Між 800 і 900 роками Галактичної ери, планета в системі Сіріуса був одним з десяти найбільш населених планет в Галактиці. Назва явно походить від зірки Сіріус.

## Сінна
Згадується в романі «Прелюдія до Фундації». Дорс Венабілі нібито походить з цієї планети. Відомо лише описи Сінни від Дорс, і позаяк вона була роботом, який, швидше за все, ніколи не був у Сінні, вони можуть бути неточними. За Дорс, Сінна була невеликим, неважливим світом, де кількість одягу в людей на пляжі «куди менша, ніж можна уявити».

## Синнакс
Рідна планета Гааля Дорника, персонажа з роману «Фундація».

## Смашик
Планета, яка згадується в романі «Друга Фундація», розташований в Галактичній Периферії.

## Смітеус
Одна з 50 планет спейсерів, згадується в романі «Роботи світанку».

## Смирно
Планета розташована в провінції Анакреон, він був одним з чотирьох префектів в провінції Анакреон, що повстав проти Галактичної Імперії в 50 р. Ери Фундації. Сама планета знаходиться в 50 парсек (163 світлових років) від Термінуса. Планета названа, як паралель з містом Смирна (сучасний Ізмір), важливого міста Римської імперії в Анатолії. Планета Смирно спекотна та суха, кімнати пахнуть сіркою, і люди живуть під землею. Його найвідоміший громадянин Хобер Мальва, є одним із головних персонажів роману «Фундація».

## Солярія
Солярія була останньою з п'ятдесяти планет спейсерів, була колонізована приблизно 4270 року нашої ери аристократією сусіднього Нексону. На планеті відбувається основна дія роману Оголене сонце.

## Тазенда
Тазенда — це олігархія з 27-и планет, які залишилися осторонь міжзоряної політики. Вона була розглянута Мулом, як місце перебування Другої Фундації через її позицію за 120 радіальних градусів від Термінусу, розташування, видиме з Трантора, і звучання назви, схоже на «кінець зірки» (Star's end). Планета була атакована і знищена Мулом в 315 році Ери Фундації.

## Терел
Одна з планет Асоціації незалежних торгових світів. Мала незначну перемогу над Мулом.

## Термінус
Термінус — вигадана планета із циклу Фундація Айзека Азімова, на якій заснована Перша Фундація.

## Трентор
Трентор знаходиться в центрі житлової частини галактики. Був столицею Галактичної Імперії.

## Флоріна
В романі «Космічні течії», Флоріна є місцем зростанням кирту, волокнистої рослини, яка росте тільки на Флоріні, і з якої виробляють вельми міцну, але красиву тканину.

## Фомальгаут
Планета згадується в серії творів про Галактичну Імперію, жителі якого говорять на дуже далекому діалекті Стандартної Галактичної мови. Ототожнюється з Фомальгаутом, зіркою в реальному всесвіті, чия назва означає «рот риби». Зірка і планета можуть мати ту ж назву, як і у випадку з Геєю Азімова, або планета може бути просто поруч.

## Хевен
Згадується в романі «Фундація та Імперія». Планета входила в Асоціацію незалежних торгових світів, квазі-незалежних від Фундації. Це була другий планета в її зоряній системі, безплідний світ, який складався, в основному, з невивітрених гірських порід. Більшість міст розташовувалися в підземних печерах.

## Хорлеґґор
Місце першої перемоги Мула проти Фундації.

## Ціл
Згадується в романі «Друга Фундація». Планета лежала на торговому маршруті між Калганом і Тазендою.